# 马塞尔
马塞尔（Maser），意大利东北部威尼托大区特雷维索省一市镇，位于威尼斯西北约50公里，特雷维索西北25公里，面积26平方公里，人口4854人（2004年岁末）。